# Víctor Valencia
Víctor Manuel Valencia Mejía (Coatepeque; 23 de diciembre de 1949) es un exfutbolista salvadoreño que jugaba de centrocampista.

## Trayectoria
Era apodado el pato y tuvo sus inicios en el Sonsonate en 1968, luego en 1970 se pasó a la Universidad de El Salvador. Con los universitarios, se quedó 4 años tras firmar un contrato con el Alianza.
En el equipo, estuvo por un año ya que regresó con Sonsonate, club que se mantuvo hasta 1977.
Al año siguiente, fichó por el Independiente, donde también se quedó por un año. En 1981 y 1982 jugó sus últimas temporadas como jugador, estando en el Once Lobos.

## Selección nacional
Jugó en el Preolímpico de Concacaf de 1972 y la clasificación para la Copa Mundial de 1974, donde no pudo avanzar de la primera ronda. Volvió a ser convocado en las eliminatorias para la Copa Mundial de Argentina 1978, anotando dos goles, ambos fueron frente a Guatemala, en derrota de 3-1 y victoria de 2-0.

### Participaciones en Campeonatos Concacaf
| Copa                                       | Sede   | Resultado     | Partidos | Goles |
| ------------------------------------------ | ------ | ------------- | -------- | ----- |
| Campeonato de Naciones de la Concacaf 1977 | México | Tercer puesto | 2        | 0     |

## Clubes
| Club                       | País        | Año       |
| -------------------------- | ----------- | --------- |
| Sonsonate                  | El Salvador | 1968-1970 |
| Universidad de El Salvador | El Salvador | 1970-1974 |
| Alianza                    | El Salvador | 1974-1975 |
| Sonsonate                  | El Salvador | 1975-1977 |
| Independiente              | El Salvador | 1978-1979 |
| Once Lobos                 | El Salvador | 1981-1982 |